# گلوسیک اسید
گلوسیک اسید (به انگلیسی: Glucic acid) یک ترکیب شیمیایی با شناسه پاب‌کم ۳۰۳۴۱۵۵ است. 